# Langwith
Langwith – wieś w Anglii, w hrabstwie Derbyshire, w dystrykcie Bolsover.